# Krzysztof Konarzewski
Krzysztof Konarzewski (ur. 2 stycznia 1948 w Cieplicach Śląskich) – polski pedagog, profesor nauk humanistycznych.

## Życiorys
Ukończył studia na Wydziale Psychologii i Pedagogiki Uniwersytetu Warszawskiego. Tam otrzymał stopień doktora oraz doktora habilitowanego nauk humanistycznych. W 1993 został profesorem nauk humanistycznych.
Był kierownikiem Pracowni Psychologii Socjalizacji Instytutu Psychologii Polskiej Akademii Nauk, wykładowcą Wydziału Pedagogicznego UW, wykładowcą w Katedrze Pedagogiki Szkolnej w Ekumenicznym Instytucie Pedagogicznym Chrześcijańskiej Akademii Teologicznej w Warszawie. Jest nauczycielem akademickim Wszechnicy Świętokrzyskiej w Kielcach. Kierownik i krajowy koordynator wielu projektów edukacyjnych, w tym między innymi monitorowania reformy systemu edukacji. Od stycznia 2009 do 16 września 2010 był dyrektorem Centralnej Komisji Egzaminacyjnej.
Członek Komitetu Nauk Pedagogicznych PAN, były członek sekcji psychologii i pedagogiki Komitetu Badań Naukowych w kilku konkursach na projekty badawcze. Przez 6 lat był członkiem Rady Programowej Centralnej Komisji Egzaminacyjnej. Działa w Radzie Programowej Centrum Nauki Kopernik. Członek Collegium Invisibile.
W trakcie swojej pracy naukowej był autorem wielu publikacji, poświęconych między innymi ocenianiu osiągnięć edukacyjnych. Był promotorem ok. 400 prac magisterskich i dyplomowych, trzech prac doktorskich, recenzentem w kilku przewodach na stopień lub tytuł naukowy.

## Wybrane publikacje
- Jak uprawiać badania oświatowe. Metodologia praktyczna, Wydawnictwo Szkolne i Pedagogiczne, Warszawa 2002
- Podstawy teorii oddziaływań wychowawczych, Państwowe Wydawnictwo Naukowe, Warszawa 1982
- Problemy i schematy. Pierwszy rok nauki szkolnej dziecka, Żak, Warszawa 1995